# Cy Denneny
Cyril Joseph „Cy“ Denneny (* 23. Dezember 1891 in Farran’s Point, Ontario; † 10. September 1970 in Ottawa, Ontario) war ein kanadischer Eishockeyspieler und -trainer, der von 1917 bis 1929 für die Ottawa Senators und die Boston Bruins in der National Hockey League spielte.

## Karriere
Denneny spielte bei den Toronto Shamrocks in der National Hockey Association. Innerhalb der Liga wechselte er zu den Toronto Blueshirts, bei denen er zu einem der Topscorer der Liga avancierte.
Bei Gründung der NHL war er bereits 25 Jahre alt. Er spielte bei den Ottawa Senators in einer Reihe mit Jack Darragh und Frank Nighbor. Dort musste er den körperlichen Part übernehmen. Später stellte man ihm den robusten Punch Broadbent zur Seite. In den ersten neun Jahren der Liga fand man ihn fast immer ganz weit oben in der Scorerliste. Diese Platzierung erreichte er meist nicht auf Grund vieler Assists, er erzielte die Tore lieber selber. Seinen 246 Toren stehen nur 69 Assists gegenüber.
Nach seinen Stanley-Cup-Erfolgen in Ottawa 1920, 1921, 1923 und 1927 gewann er den Cup als Spielertrainer 1929 zum fünften Mal. Er trainierte auch die Ottawa Senators in ihrer letzten Saison. Nach dem Umzug des Teams wechselte er zu den Boston Bruins.
1959 wurde er mit der Aufnahme in die Hockey Hall of Fame geehrt.

## Sportliche Erfolge
- Stanley Cup: 1920, 1921, 1923 und 1927 sowie 1929 als Spielertrainer

### Persönliche Auszeichnungen
- NHL-Topscorer: 1924 (später wurde hierfür die Art Ross Trophy vergeben)
- Bester Torschütze: 1924 (später wurde hierfür die Maurice Richard Trophy vergeben)